# 17439 Juliesan
17439 Juliesan este o planetă minoră (asteroid), cu un diametru de 8,593 km, din centura de asteroizi. A fost descoperită pe 7 octombrie 1989 la Observatorul La Silla de Eric Walter Elst. 
Obiectul prezintă o orbită caracterizată de o semiaxă mare de 3,1666854 UAi, o excentricitate de 0,03, o înclinație de 9,53622 ° în raport cu ecliptica.